# 5 cm PaK 38

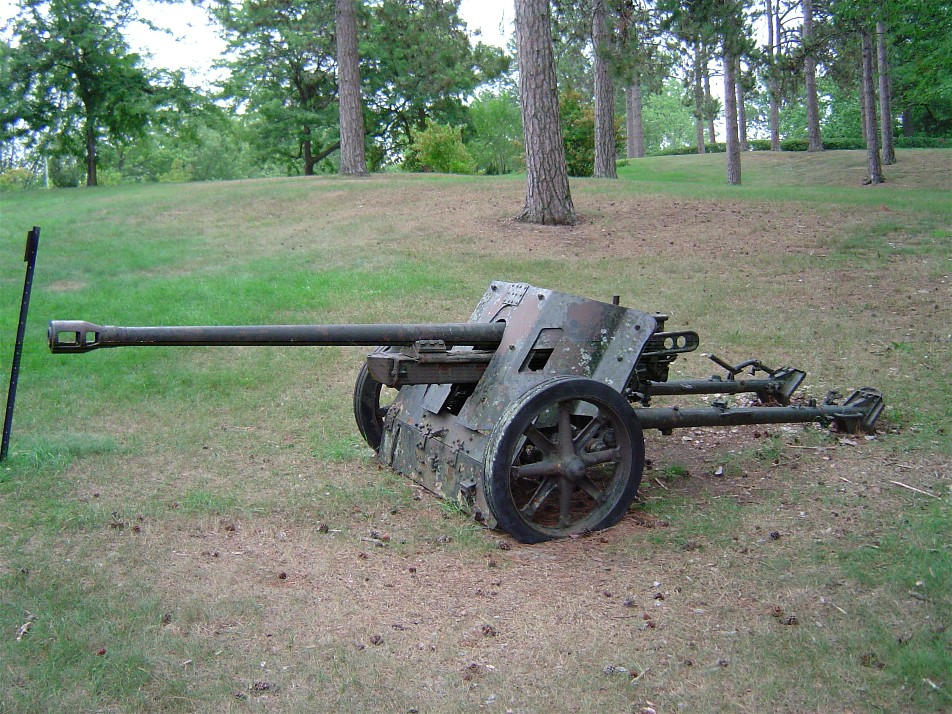
5 cm PaK 38

5 cm PaK 38（独: 5 cm Panzerabwehrkanone 38）は、第二次世界大戦中にナチス・ドイツが運用した対戦車砲である。1938年にラインメタル社が3.7 cm PaK 36の後継として開発した。当時の最新技術が導入されており、当初からトーションバーサスペンションを備えていた。

## 概要
前身の5 cm PaK 37が1935年に開発着手されたが、貫徹力の増大や砲架の改良が要求されて不採用となった。その要求に則って誕生したのが5 cm PaK 38で、1940年-1943年にかけて9,568門が生産された。
1940年5月-6月の西部戦線で従来の主力対戦車砲である3.7 cm PaK 36が、フランス軍のソミュア S35騎兵戦車やルノーB1重戦車およびイギリス軍のマチルダI歩兵戦車やマチルダII歩兵戦車との交戦で貫徹力不足を露呈した結果、量産が本格化した。当時計画されていたゼーレーヴェ作戦に備えて、同年7月には先行量産型のOシリーズが配備されている。その後、ゼーレーヴェ作戦が延期・中止されたため、1941年4月-5月のドイツ軍によるバルカン戦線介入が最初の実戦投入となった。同年6月のバルバロッサ作戦を契機に開始した独ソ戦においては、タングステン弾芯の硬芯徹甲弾Pzgr.40を用いる事でT-34中戦車に対抗可能だったが（異論も存在する）、撃破困難なKV-1重戦車は装甲の薄い脆弱部を狙う必要があった。タングステンは輸入に依存した希少資源な上、1942年以降に工作機械へ優先された影響もあり、5cm Pzgr.40の製造数は191万1,102発に留まった。大戦中期以降の師団直属の戦車猟兵大隊では、7.5 cm PaK 40や同級火砲搭載の対戦車車両へ順次更新される形で姿を消した。ただし、慢性的な対戦車兵器不足に陥っていた事もあり、歩兵連隊所属の戦車猟兵中隊や連隊本部の対戦車小隊には大戦後半も配備されたほか、降下猟兵や山岳猟兵および二線級部隊などでは終戦まで運用が続けられた。ネーベルヴェルファー部隊などでも対戦車自衛用として配備された事もあった。
3.7 cm PaK 36に比べると重量が倍以上になったが、パイプ状の砲脚をアルミ合金製にするなど軽量化を図ったことで、人力での陣地転換も困難ではなかった。補助輪（主輪と同型）を、閉じた砲脚の末端に接続し、三輪状態にする事で手押ししやすくできた。牽引車両は、主に軽便なSd Kfz 10が採用され、自走砲に改装した5 cm PaK 38(Sf) auf Zugkraftwagen 1t（Sd.Kfz.10/5）も存在する。砲手を守る防盾は厚さ4mmの鋼板二枚を重ねた構造で、鋼板の間には25mmの間隔が設けられていた。
また、BK 5cmとして航空機搭載用に改良されたものがJu 88 P-4にガンポッド形式で搭載された。ほかに、5.5 cm FlaK Gerät 58実用化までの繋ぎとして、同砲の薬莢やレーダー連動式火器統制装置と折衷した対空砲型の5 cm FlaK 214およびモーゼル社による航空機関砲版のMK 214 Aが存在する。II号戦車の車台を用いた対戦車自走砲（Panzer Selbstfahrlafette 1c / 5 cm PaK 38 auf Fahrgestell Panzerkampfwagen II）も2両試作されたが、マルダーIIと異なり、制式化には至らなかった。
7.5cm PaK 50は本砲の改造型で、砲身口径を7.5cmへ削肉拡張かつ砲身長を2,245mmに短縮し、弾薬を7.5 cm KwK 37と共通化した物である。旧称7.5cm PaK 37こと7.5 cm IG 37と同様に歩兵砲としての運用も企図していたが、同砲と異なり重量の割に性能が低いため少数配備に留まった。

## スペック
| 主要要目         | 主要要目             | 主要要目    | 主要要目    |
| 型式             | 型式                 | 5 cm PaK 37 | 5 cm PaK 38 |
| ---------------- | -------------------- | ----------- | ----------- |
| 口径             | 口径                 | 50mm        | 50mm        |
| 砲身長           | 砲身長               | 2,280mm     | 3,173mm     |
| 戦闘重量         | 戦闘重量             | 585kg       | 986kg       |
| 仰俯角           | 仰俯角               |             | -8°~+27°    |
| 方向射界         | 方向射界             |             | 65°         |
| 最大射程（榴弾） | 最大射程（榴弾）     |             | 9,400m      |
| 発射速度         | 発射速度             |             | 12-15発/分  |
| 運用要員         | 運用要員             |             | 5名         |
| 初速             | Pzgr. AP-HE          | 685m/s      | 835m/s      |
| 初速             | Pzgr.39 APC-HE       |             | 835m/s      |
| 初速             | Pzgr.42 APCBC-HE     |             |             |
| 初速             | Pzgr.40 APCR         |             | 1,180m/s    |
| 初速             | Pzgr.40/1 APCR       |             | 1,130m/s    |
| 初速             | Stielgranate.42 HEAT |             | 160m/s      |
| 初速             | Gr.38 HE             |             | 550m/s      |

| 装甲貫徹力      | 装甲貫徹力 | 装甲貫徹力 | 装甲貫徹力 | 装甲貫徹力 | 装甲貫徹力 | 装甲貫徹力 | 装甲貫徹力 | 装甲貫徹力 | 装甲貫徹力 |
| 砲弾            | 砲弾       | 砲弾       | 砲弾       | 角度       | 射程       | 射程       | 射程       | 射程       | 射程       |
| --------------- | ---------- | ---------- | ---------- | ---------- | ---------- | ---------- | ---------- | ---------- | ---------- |
| 弾薬            | 弾種       | 弾重       | 初速       | 弾着角     | 100m       | 500m       | 1,000m     | 1,500m     | 2,000m     |
| Pzgr.           | AP-HE      | 2.06kg     | 835m/s     | 60°        | 67mm       | 57mm       | 44mm       | 34mm       |            |
| Pzgr.39         | APC-HE     | 2.06kg     | 835m/s     | 60°        | 69mm       | 59mm       | 48mm       | 38mm       | 29mm       |
| Pzgr.42         | APCBC-HE   | 2.23kg     |            |            |            |            |            |            |            |
| Pzgr.40         | APCR       | 0.90kg     | 1,180m/s   | 60°        | 130mm      | 72mm       | 38mm       |            |            |
| Pzgr.40/1       | APCR       | 1.07kg     | 1,130m/s   | 60°        | 116mm      | 76mm       |            |            |            |
| Stielgranate.42 | HEAT       | 13.50kg    | 160m/s     | 60°        | 180mm      | 射程外     | 射程外     | 射程外     | 射程外     |

## 登場作品

### ゲーム
『パンツァーフロント』
無印ではプレイヤーは操作できないが、『bis』ではコンストラクションモードにおいてプレイヤー側として操作可能に設定できる。